# Havaika berryorum
Havaika berryorum là một loài nhện trong họ Salticidae. Loài này được phát hiện ở Hawaii.